# Manuel Nogueira Lima Filho
Manuel Nogueira Lima Filho (Pedro II, 10 de agosto de 1930 - Teresina, 28 de novembro de 2002) foi um funcionário público e político brasileiro. Exerceu quatro mandatos de deputado estadual pelo Piauí e foi eleito prefeito de sua cidade natal em 1988. Descende da família Nogueira Lima, tradicional família política piauiense.

## Dados biográficos
Filho de Manuel Nogueira Lima e Maria de Lourdes Lima, teve seus primeiros contatos com a política no Rio de Janeiro onde estudou medicina veterinária não concluindo, porém, o curso. Presidente da União Metropolitana de Estudantes e primeiro vice-presidente da União Fluminense de Estudantes, ingressou no PTB, ao passo que seu pai se mantinha filiado na UDN embora, por uma incompatibilidade com o comando udenista no Piauí, sua família o tenha seguido rumo à legenda trabalhista.
Delegado do Instituto de Aposentadorias e Pensões dos Industriários (IAPI), foi eleito deputado estadual em 1962 pelo PTB e tão logo irrompeu o Regime Militar de 1964 foi preso no 25º Batalhão de Caçadores em Teresina. Filiado ao MDB, foi reeleito em 1966, 1970 e 1974, figurando como primeiro suplente em 1978. Nomeado diretor-geral da Assembleia Legislativa do Piauí pelo então presidente, Afrânio Nunes, foi candidato a prefeito de Pedro II no ano de 1972 num esforço para aumentar a densidade eleitoral da agremiação oposicionista. Filiado ao PMDB, foi superintendente da Legião Brasileira de Assistência no Piauí.
Em 1982 foi derrotado quando de sua segunda candidatura a prefeito de Pedro II pois embora tenha sido o candidato mais votado.
Nos meses que antecederam as eleições de 1986 foi um dos defensores da candidatura de Chagas Rodrigues ao governo do estado ao invés de Alberto Silva, fato calcado em pelo menos dois fatores: a postura oposicionista adotada por Nogueira quando da primeira passagem de Silva pelo executivo estadual e a coligação firmada entre o comando peemedebista e o PDS tendo em vista o pleito que se avizinhava, em especial devido ao fato de que tal acordo necessariamente o faria subir no mesmo palanque do clã Mourão, tradicional adversário de sua família.
Em virtude de tal circunstância seus irmãos Ciro Nogueira e Aquiles Nogueira ingressaram no PFL ao passo que Nogueira Filho manteve sua filiação ao PMDB embora em franca oposição ao segundo governo Alberto Silva. Em 1988 foi eleito prefeito de Pedro II.
Disputou sua última eleição em 1994 como candidato a deputado estadual pelo PFL.

## Família
Pai de 06 (seis) filhos; Marcos Patricio Nogueira, Sheyla Nogueira Lima Moaes Souza, Mishele Tatiana Barroso Nogueira Lima, Ana Gretshen Milana Barroso Nogueira Lima, Mario Sergio Gomes Nogueira Lima e Francisco das Chagas Barroso Nogueira.